# (27) Euterpe
(27) Euterpe – planetoida z pasa głównego asteroid.

## Odkrycie i nazwa
Została odkryta 8 listopada 1853 roku w Londynie przez Johna Hinda.
Nazwa planetoidy pochodzi od Euterpe, która w mitologii greckiej była muzą poezji lirycznej i gry na aulosie.

## Orbita
Planetoida okrąża Słońce w ciągu 3 lat i około 218 dni, w średniej odległości 2,35 j.a.